# Aveugle de Bethsaïde

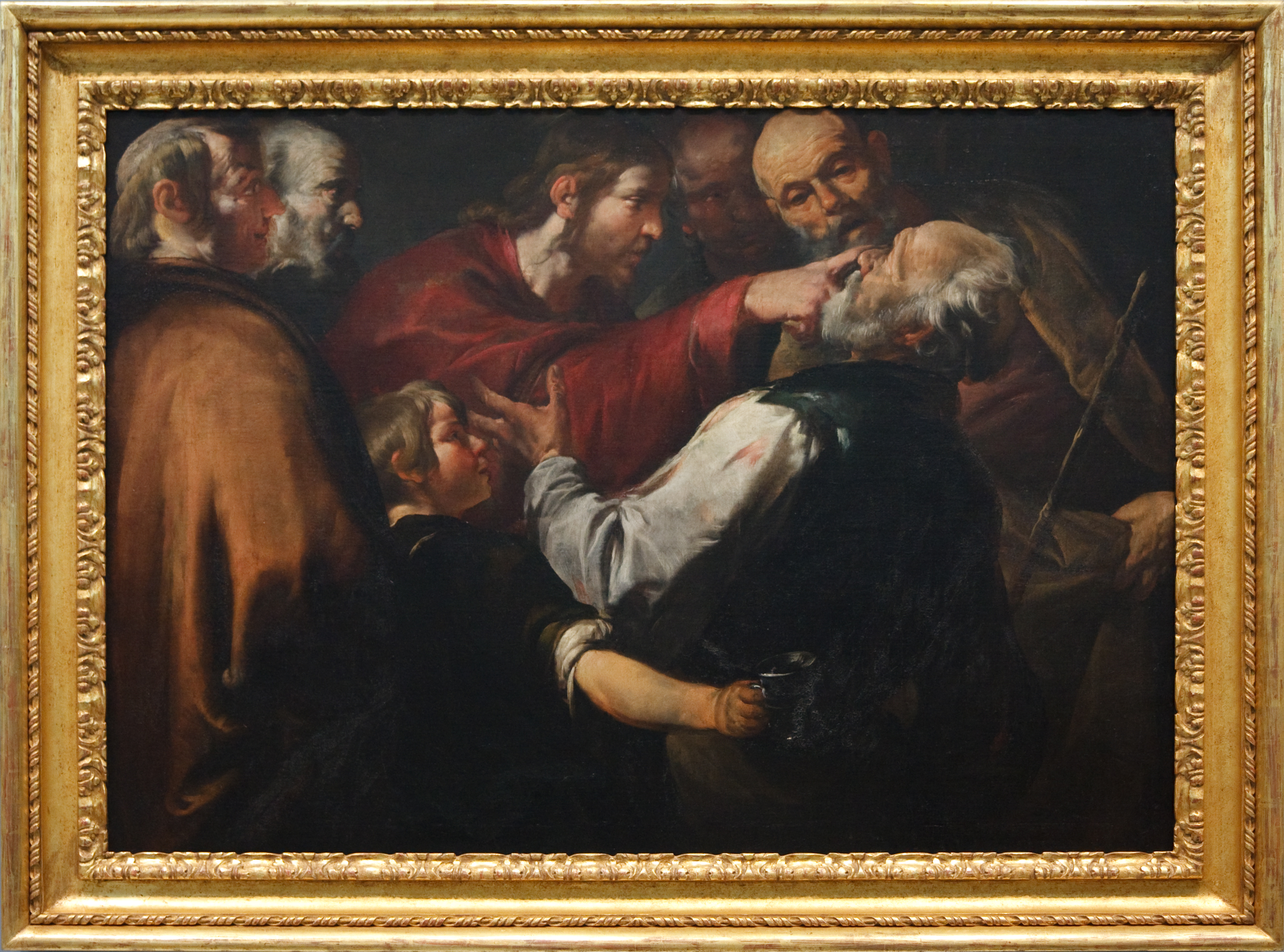
Le Christ guérissant l'aveugle de Gioacchino Assereto vers 1640.

L'aveugle de Bethsaïde est un personnage du Nouveau Testament, mentionné seulement dans l'Évangile selon Marc. Il apparaît en Mc 8:22-26 et fait partie du Sondergut de cet évangile. 

## Présentation
Selon ce récit, quand Jésus arriva à Bethsaïde, une ville de Galilée, il lui fut demandé de guérir un aveugle. Jésus conduisit l'homme hors de la ville, lui imposa les mains et mit de la salive sur ses yeux. L'aveugle indiqua alors à Jésus : « j'aperçois les gens, c'est comme si c'était des arbres que je les vois marcher ». Jésus lui passa une nouvelle fois les mains sur les yeux et la vue de l'homme fut entièrement rétablie. Il lui ordonna ensuite de ne pas rentrer au village. 
Cet épisode constitue l'un des douze miracles décrits dans l'Évangile selon Marc et parmi ceux-ci, l'un des quatre où Jésus demande de garder le silence sur ce qui s'est passé (ce que l'on appelle le « secret messianique »). Il s'agit selon certains théologiens, d'enseigner que les bonnes actions doivent être faites sans ostentation. La particularité de ce miracle est qu'il faut que Jésus s'y prenne à deux fois pour que l'aveugle  recouvre la vue entièrement. Pour Camille Focant, le but est de suggérer aux disciples de Jésus qu'il faudra plusieurs étapes avant que leur guérison ne soit accomplie. Cette dernière sera longue jusqu'à ce que les disciples « voient autrement pour comprendre enfin ».